# Liste des évêques de Kenema
La liste des évêques de Kenema recense les noms des évêques qui se sont succédé sur le siège épiscopal de Kenema, en Sierra Leone depus la création du diocèse de Kenema (Dioecesis Kenemaensis) le 11 novembre 1970 par détachement ddi diocèse de Freetown et Bo.

## Sont évêques
- 11 novembre 1970-4 septembre 1980 : Joseph Ganda (Joseph Henry Ganda)
- 4 septembre 1980-4 juin 1984 : siège vacant
- 4 juin 1984-26 avril 2002 : John O’Riordan (John C. O’Riordan)
- 26 avril 2002-†14 décembre 2018 : Patrick Koroma (Patrick Daniel Koroma)
- depuis le 26 janvier 2019 : Henry Aruna

## Sources
- (en) Fiche du diocèse sur catholic-hierarchy.org